# Kaja Juvan
Kaja Juvan (Liubliana, 25 de noviembre de 2000) es una tenista profesional de Eslovenia.
Participó en los Juegos Olímpicos de la Juventud Buenos Aires 2018 obteniendo dos medallas de oro, una de ellas en individual y otra en dobles junto a Iga Świątek. Tras ello, se convirtió en la primera tenista en ganar dos medallas en la historia de los Juegos Olímpicos de la Juventud.

## Carrera
Comenzó a jugar tenis a los cinco o seis años en un club donde jugaban sus padres.
Hizo su primera aparición en el circuito junior de la ITF cuando llegó a la final del Trofeo Bonfiglio en Milán (Italia) en 2016. A finales de año, ganó el Orange Bowl en Florida (Estados Unidos) contra la rusa Anastasia Potapova. En 2017 ganó las competiciones de dobles femenino del campeonato junior de Wimbledon con su compañera serbia Olga Danilović, y dos semanas más tarde el Campeonato Europeo contra la ucraniana Marta Kostyuk.
Terminó su carrera junior a los 16 años, tras la temporada del ITF Junior Masters de 2017, para iniciar su carrera profesional, ganando tres títulos profesionales e ingresando al top 200 en 2018.

### Buenos Aires 2018
Regresó a la carrera junior para competir en los Juegos Olímpicos de la Juventud de 2018, celebrados en Buenos Aires (Argentina).
En el partido por la medalla de oro del evento individual femenino, se enfrentó a la francesa Clara Burel, ganando por dos sets a cero. En el segundo set, Juvan tuvo una caída y lesión en el tobillo, obligando a interrumpir el partido durante unos minutos.
En el evento de dobles femenino, participó junto a la tenista polaca Iga Świątek en la modalidad de equipos mixtos que poseen los olímpicos de la juventud. En la final, ambas se enfrentaron a las japonesas Yuki Naito y Naho Sato. Allí Juvan también sufrió una lesión, en este caso en su pierna derecha, interrumpiendo por unos instantes el juego al final del segundo set.

## Títulos WTA (1; 0+1)

### Individual (0)
| Leyenda                    |
| -------------------------- |
| Grand Slam (0)             |
| Juegos Olímpicos (0)       |
| WTA Tour Championships (0) |
| WTA 1000 (0)               |
| WTA 500 (0)                |
| WTA 250 (0)                |

#### Finalista (1)
| N.º | Fecha              | Torneo      | Superficie    | Oponente en la final | Resultado              |
| --- | ------------------ | ----------- | ------------- | -------------------- | ---------------------- |
| 1.  | 21 de mayo de 2022 | Estrasburgo | Tierra batida | Angelique Kerber     | 6-7(5), 7-6(0), 6-7(5) |

### Dobles (1)
| Leyenda                    |
| -------------------------- |
| Grand Slam (0)             |
| Juegos Olímpicos (0)       |
| WTA Tour Championships (0) |
| WTA 1000 (0)               |
| WTA 500 (0)                |
| WTA 250 (1)                |

| N.º | Fecha               | Torneo      | Superficie    | Pareja            | Oponentes en la final        | Resultado |
| --- | ------------------- | ----------- | ------------- | ----------------- | ---------------------------- | --------- |
| 1.  | 7 de agosto de 2021 | Cluj-Napoca | Tierra batida | Natela Dzalamidze | Katarzyna Piter Mayar Sherif | 6-3, 6-4  |

## Títulos ITF

### Individual: 7
| Leyenda                 |
| ----------------------- |
| $100,000 torneos        |
| $80,000 torneos         |
| $60,000 torneos         |
| $25,000 torneos         |
| $10,000/$15,000 torneos |

| Títulos por superficie |
| ---------------------- |
| Dura (0)               |
| Tierra batida (7)      |
| Hierba (0)             |
| Carpet (0)             |

| N.º | Fecha                   | Categoría | Torneo                 | Superficie    | Rival                   | SResultado       |
| --- | ----------------------- | --------- | ---------------------- | ------------- | ----------------------- | ---------------- |
| 1.  | 10 de octubre de 2016   | $10,000   | Bol, Croacia           | Tierra batida | Tena Lukas              | 6-3, 6-1         |
| 2.  | 18 de junio de 2017     | $15,000   | Maribor, Eslovenia     | Tierra batida | Nina Potočnik           | 6-4, 6-2         |
| 3.  | 30 de abril de 2018     | $25,000   | Balatonboglár, Hungría | Tierra batida | Raluca Georgiana Șerban | 6-4, 6-1         |
| 4.  | 23 de junio de 2018     | $25,000   | Ystad, Suecia          | Tierra batida | Andreea Roșca           | 2-6, 7-5, 6-1    |
| 5.  | 2 de septiembre de 2018 | $25,000   | Bagnatica, Italia      | Tierra batida | Jasmine Paolini         | 6-7(8), 6-1, 7-5 |
| 6.  | 29 de octubre de 2018   | $25,000   | Pula, Italia           | Tierra batida | Polina Leykina          | 6-4, 6-3         |
| 7.  | 8 de abril de 2019      | $25,000   | Pula, Italia           | Tierra batida | Alexandra Cadantu       | 6-4, 6-3         |

### Dobles: 1
| Leyenda                 |
| ----------------------- |
| $100,000 torneos        |
| $80,000 torneos         |
| $60,000 torneos         |
| $25,000 torneos         |
| $10,000/$15,000 torneos |

| Títulos por superficie |
| ---------------------- |
| Dura (0)               |
| Tierra batida (1)      |
| Hierba (0)             |
| Carpet (0–0)           |

| N.º | Date                  | Category | Tournament   | Surface       | Partner      | Opponents                   | Score            |
| --- | --------------------- | -------- | ------------ | ------------- | ------------ | --------------------------- | ---------------- |
| 1.  | 23 de octubre de 2016 | $10,000  | Bol, Croacia | Tierra batida | Lea Bošković | Mariana Dražić Ani Mijačika | 4-6, 7-5, [10-4] |